# Ladies and Gentlemen... The Grateful Dead
Albums de Grateful Dead
Dick's Picks Volume 9
(2000) Dick's Picks Volume 10
(2001)
Ladies and Gentleman... The Grateful Dead est un coffret de 4 CD sorti en 2000. Dans ce coffret, sont proposés de larges extraits des concerts du Grateful Dead donnés au Fillmore East entre le 25 et le 29 avril 1971. 

## Liste des titres

### CD un
1. Truckin'  (Robert Hunter, Jerry Garcia, Phil Lesh, Bob Weir) – 10:13
2. Bertha (Hunter, Garcia) – 6:27
3. Next Time You See Me (Frank Forest, William G. Harvey) – 4:23
4. Beat It on Down The Line (Jesse Fuller) – 3:35
5. Bird Song (Hunter, Garcia) – 9:18
6. Dark Hollow (Bill Browning) – 3:31
7. I Second That Emotion (en) (Al Cleveland, William Robinson) – 5:22
8. Me and My Uncle (John Phillips) – 3:39
9. Cumberland Blues" (Hunter, Garcia, Lesh) – 5:19
10. Good Lovin' /Drums/Good Lovin'" (Rudy Clark, Arthur Resnick/Bill Kreutzmann) – 23:08

### CD deux
1. Sugar Magnolia (Hunter, Weir) – 5:48
2. Loser (Hunter, Garcia) – 6:58
3. Ain't It Crazy (The Rub) (Lightnin' Hopkins) – 5:36
4. El Paso (Marty Robbins) – 5:34
5. I'm a King Bee (Slim Harpo) – 8:27
6. Ripple (Hunter, Garcia) – 5:15
7. Me and Bobby McGee (Fred Foster, Kris Kristofferson) – 6:16
8. Uncle John's Band > (Hunter, Garcia) – 6:06
9. Turn On Your Love Light (Deadric Malone, Joseph Scott) – 22:18

### CD trois
1. China Cat Sunflower > (Hunter, Garcia) – 4:52
2. I Know You Rider (trad., arr. Grateful Dead) – 6:07
3. It Hurts Me Too(Elmore James) – 6:46
4. Sing Me Back Home (Merle Haggard) – 10:03
5. Hard to Handle (Alvertis Isbell, Allen Jones, Otis Redding) – 9:24
6. Dark Star > (Hunter, Garcia, Mickey Hart, Kreutzman, Lesh, Ron McKernan, Weir) – 13:55
7. St. Stephen > (Hunter, Garcia, Lesh) – 6:06
8. Not Fade Away > (Buddy Holly, Norman Petty) – 3:31
9. Goin' down the Road Feeling Bad > (trad., arr. Grateful Dead) – 6:27
10. Not Fade Away (Holly, Petty) – 3:30

### Disc four
1. Morning Dew (Bonnie Dobson, Tim Rose) – 10:29
2. New Minglewood Blues (trad., arr. Weir) – 4:23
3. Wharf Rat(Hunter, Garcia) – 9:19
4. Alligator > (Hunter, McKernan, Lesh) – 4:04
5. Drums > (Kreutzman) – 4:11
6. Jam > (Grateful Dead) – 9:32
7. Goin' down the Road Feeling Bad > (trad., arr. Grateful Dead) – 4:55
8. Cold Rain & Snow (trad., arr. Grateful Dead) – 5:47
9. Casey Jones (Hunter, Garcia) – 6:25
10. In the Midnight Hour > (Steve Cropper, Wilson Pickett) – 9:49
11. We Bid You Goodnight (trad., arr. Grateful Dead) – 3:55

## Musiciens
- Tom Constanten : claviers (disque 3).
- Jerry Garcia : guitare, chant.
- Bill Kreutzmann : batterie.
- Phil Lesh : basse, chant.
- Ron « Pigpen » McKernan : percussions, chant.
- Bob Weir : guitare, chant.